# Deborah Kerr

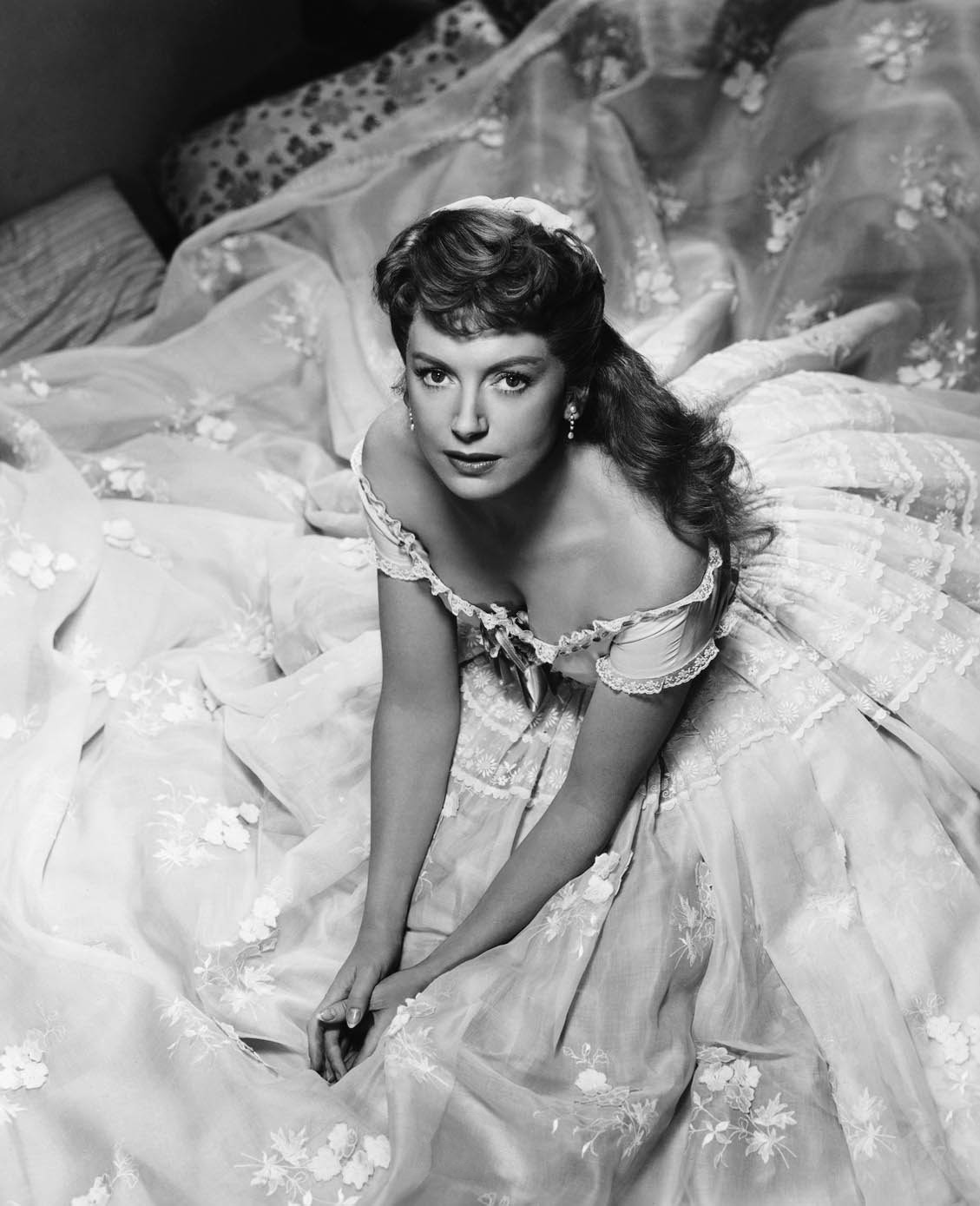
Scenă din filmul Regele și eu (1956)

Deborah Kerr, CBE (n. 30 septembrie 1921, Helensburgh, Scoția, Regatul Unit al Marii Britanii și Irlandei – d. 16 octombrie 2007, Suffolk, Anglia, Regatul Unit, născută Deborah Jane Kerr-Trimmer) a fost o actriță britanică care prin anii 1950 era cotată printre cele mai valoaroase actrițe de la Hollywood.

## Date biografice
Născută Deborah Jane Kerr, fiica unui ofițer britanic, rămâne orfană de tată când avea 14 ani. Cu mama ei se mută în apropiere de Bristol unde este până în 1936 în internatul școlii "Northumberland House". Primele experințe în arta dramaturgiei le are la mătușa ei Phyllis Smale care conducea o școală de actorie. În 1937 ea de mută la Londra și urmează cursulii școlii de teatru și balet "Sadler’s Wells". În anul 1938 poate fi văzută în piese de-a lui Shakespeare, în 1940 în filmul Major Barbara. În timpul celui de al doilea război mondial poate fi văzut pe scene improvizate pentru soldații de pe frontul din Franța, Belgia și Olanda. Aici va cunoaște pe primul ei soț, pilotul Anthony Bartley. Din această căsătorie are două fiice, după 14 ani Deborah Jane divorțează în 1959. În 1947 joacă rolul unei călugărițe în filmul de succes "Black Narcissus". După acest succes joacă alături de Clark Gable în fimul "The Hucksters". Este nominalizată în 1950 pentru premiul Oscar, pentru rolul jucat în filmul "Edward, My Son".

## Filmografie selectată
- 1941 Major Barbara, regia Gabriel Pascal
- 1941 Love on the Dole, regia John Baxter
- 1941 Penn of Pennsylvania, regia Lance Comfort
- 1941 The Day Will Dawn, regia Harold French
- 1942 Castelul pălărierului (Hatter’s Castle), regia Lance Comfort
- 1943 Colonelul Blimp (The Life and the Death of Colonel Blimp), regia Michael Powell și Emeric Pressburger
- 1945 Intermezzo matrimonial (Perfect Strangers), regia Alexander Korda
- 1946 I See a Dark Stranger, regia Frank Launder
- 1947 Narcis negru (Black Narcissus), regia Michael Powell și Emeric Pressburger
- 1947 The Hucksters, regia Jack Conway
- 1948 If Winter Comes, regia Victor Saville
- 1949 Edward, fiul meu (Edward, My Son), regia George Cukor

- 1950 Please Believe Me (Please Believe Me), regia Norman Taurog
- 1950 Minele regelui Solomon (King Salomon’s Mines), regia Compton Bennett și Andrew Marton
- 1951 Quo Vadis?, regia Mervyn LeRoy
- 1952 Prizonierul din Zenda (Prisoner of Zenda), regia Richard Thorpe
- 1952 Thunder in the East, regia Charles Vidor
- 1953 Iulius Cezar (Julius Caesar), regia Joseph L. Mankiewicz
- 1953 Young Bess, regia George Sidney
- 1953 Soția visată (Dream Wife), regia Sidney Sheldon
- 1953 De aici în eternitate (From Here to Eternity), regia Fred Zinnemann
- 1955 The End of the Affair, regia Edward Dmytryk
- 1956 The Proud and Profane
- 1956 Lecția regală (The King and I), regia Walter Lang
- 1956 Ceai și simpatie (Tea And Sympathy), regia Vincente Minnelli
- 1956 Dumnezeu știe, domnule Allison (Heaven Knows, Mr. Allison), regia John Huston
- 1957 O afacere memorabilă (An Affair to Remember), regia Leo McCarey
- 1958 Mese separate (Separate Tables), regia Delbert Mann
- 1958 Bonjour Tristesse, regia Otto Preminger
- 1959 Călătoria (The Journey), regia Anatole Litvak
- 1959 Binecuvântarea (Count Your Blessings), regia Jean Negulesco
- 1959 Marele Scott (Beloved Infidel), regia Henry King

- 1960 Oamenii amurgului (The Sundowners), regia Fred Zinnemann
- 1960 Iarba vecinului este întotdeauna mai verde (The Grass Is Greener), regia Stanley Donen
- 1961 The Naked Edge, regia Michael Anderson
- 1961 Inocenții (The Innocents), regia Jack Clayton
- 1963 Three Roads to Rome
- 1963 The Chalk Garden, regia Ronald Neame
- 1964 Noaptea iguanei (The Night of the Iguana), regia John Huston
- 1965 Marriage on the Rocks, regia Jack Donohue
- 1966 Eye of the Devil, regia J. Lee Thompson
- 1966 Casino Royale, regia Val Guest și Ken Hughes
- 1968 Prudența și pilula (Prudence and the Pill), regia Fielder Cook și Ronald Neame
- 1969 Aranjementul (The Arrangement), regia Elia Kazan
- 1969 Jocul de-a moartea (The Gypsy Moths), regia John Frankenheimer

- 1981 A Song at Twilight
- 1982 Martorul acuzării (Witness for the Prosecution), regia Billy Wilder
- 1982 Reunion at Fairborough
- 1984 Prețul succesului (A Woman of Substance), regia Don Sharp (mini-serial)
- 1985 Grădina indiană (The Assam Garden), regia Mary McMurray
- 1986 Păstrează visul (Hold the Dream), film TV